# San Jose (Norra Samar)
San Jose (Bayan ng San Jose) är en kommun i Filippinerna. Kommunen ligger på ön Samar, och tillhör provinsen Norra Samar. Folkmängden uppgår till 13 564 invånare.

## Barangayer
San Jose är indelat i 16 barangayer.
| - Aguadahan - Bagong Sabang - Balite - Bonglas - Da-o - Gengarog - Geratag - Layuhan | - Mandugang - P. Tingzon - San Lorenzo - Tubigdanao - Barangay North (Pob.) - Barangay South (Pob.) - Barangay East (Pob.) - Barangay West (Pob.) |